# Categoria abeliana
Em matemática, uma categoria abeliana é uma categoria na qual morfismos e objetos podem ser adicionados e na qual núcleos e conúcleos existem e tem propriedades desejáveis. O exemplo de protótipo de uma categoria abeliana é a categoria de grupos abelianos, Ab. A teoria originou-se na tentativa de unificar diversas teorias de cohomologia por Alexander Grothendieck. Categorias abelianas são categorias muito estáveis, por exemplo elas são regulares e satisfazem o "lema da cobra". A classe de categorias abelianas é fechada sob diversas construções categóricas,, por exemplo, a categoria de complexos de cadeias de uma categoria abeliana, ou a categoria de functores de uma pequena categoria a uma categoria abeliana são abelianos também. Estas propriedades de estabilidade fazem-nas inevitáveis em álgebra homológica e além; a teoria tem maiores implicações em geometria algébrica, cohomologia e teoria das categorias pura.

## Definições
A categoria é abeliana se
- tem um objeto zero,
- tem todos as retiradas e colocadas, e
- todos os monomorfismos e epimorfismos são normais.

Por um teorema de Peter Freyd, esta definição é equivalente a seguinte definição "gradual":
- Um categoria é pré-aditiva se é enriquecida sobre a categoria monoidal Ab dos grupos abelianos. Isto significa que todos os conjuntos hom são grupos abelianos e a composição dos morfismos é bilinear.
- Uma categoria preaditiva é aditiva se cada conjunto finito de objetos tem um biproduto. Isto significa que nós podemos formar finitas somas diretas e produtos diretos.
- Uma categoria aditiva é pré-abeliana se cada morfismo é tanto um núcleo e um conúcleo.
- Finalmente, uma categoria pré-abeliana é abeliana se cada monomorfismo e cada epimorfismo é normal. Isto significa que cada monomorfismo é um núcleo de algum morfismo, e cada epimorfismo é um conúcleo de algum morfismo.

Note-se que a estrutura enriquecida sobre conjuntos hom é uma consequência dos três axiomas da primeira definição. Isto destaca a fundamental relevância da categoria de grupos abelianos na teoria e sua natureza canónica.
O conceito de sequência exata surge naturalmente neste ajuste, e torna-se estes functores exatos, i.e. os functores preservando sequências exatas em vários sentidos, são os functores relevantes entre categorias abelianas. Este conceito de exatidão tem sido axiomatizado na teoria de categorias exatas, formando um caso muito especial de categorias regulares.

## Exemplos
- Como mencionado acima, a categoria de todos os grupos abelianos é uma categoria abeliana. A cetegoria de todos grupos abelianos finitamente gerados é também uma categoria abeliana, como é a categoria de todos grupos abelianos finitos.
- Se R é um anel, então a categoria de todos módulos à esquerda (ou à direita) sobre R é uma categoria abeliana. De fato, pode ser mostrado que qualquer categoria abeliana pequena é equivalente a uma cheia de tal categoria de módulos (teorema da incorporação de Mitchell).
- Se R é um anel noetheriano à esquerda, então a categoria de módulos à esquerda finitamente gerados sobre R é abeliana. Em particular, a categoria de módulos finitamente gerados sobre um anel comutativo noetheriano é abeliana; desta maneira, categorias abelianas apresentam álgebra comutativa.
- Como casos especiais dos dois exemplos prévios: a categoria de vetores espaciais sobre um campo fixo k é abeliana, como é a categoria de vetores espaciais dimensionalmente (dimensão de Hamel) finita sobre k.
- Se X é um espaço topológico, então a categoria de todos fibrados vetoriais (reais ou complexos) sobre X não é usualmente uma categoria abeliana, como pode haver monomorfismos que não são núcleos.
- Se X é um espaço topológico, então a categoria de todos feixes de grupos abelianos em X é uma categoria abeliana. Mais genericamente, a categoria de feixes de grupos abelianos em uma local de Grothendieck é uma categoria abeliana. Deste modo, categorias abelianas surgem em topologia algébrica e geometria algébrica.
- Se C é uma categoria pequena e A é uma categoria abeliana, então a categoria de todos functores de C a A forma uma categoria abeliana (os morfismos desta categoria são as transformações naturais entre functores. Se C é pequena e preaditiva, então a categoria de todos functores aditivos de C a A também forma uma categoria abeliana. Este último é uma generalização do exemplo do módulo R, já que um anel pode ser entendido como uma categoria pré-aditiva com um objeto único.

## Axiomas de Grothendieck
Em seu artigo Tôhoku, Grothendieck listou quatro axiomas adicionais (e seus duais) que uma categoria abeliana A deve satisfazer. Estes axiomas estão ainda em uso hoje. Eles são os seguintes:
- AB3) Para cada conjunto {Ai} de objetos de A, o coproduto ∐Ai existe em A (i.e. A é cocompleto).
- AB4) A satisfaz AB3), e o coproduto de uma família de monomorfismos é um monomorfismo.
- AB5) A satisfaz AB3), e colimites filtrados de sequências exatas são exatas.

e seus duais
- AB3*) Para cada conjunto {Ai} de objetos de A, o produto ΠAi existe em A (i.e. A é completo).
- AB4*) A satisfaz AB3*), e o produto de um famíli de epimorfismos é um epimorfismo.
- AB5*) A satisfaz AB3*), e limites filtrados de sequências exatas são exatas.

Axiomas AB1) e AB2) foram também apresentados. Eles são o fazem uma categoria aditiva abeliana. Especificamente:
- AB1) Cada morfismo tem um núcleo e um conúcleo.
- AB2) Para cada morfismo f, o morfismo canônico de coim f a imagem f é um isomorfismo.

Grothendieck também apresenta axiomas AB6) e AB6*).

## Propriedades elementares
Dado qualquer par A, B de objetos em uma categoria abeliana, há um morfismo zero especial de A a B. Isto pode ser definido como o elemento zero de um conjunto hom (A,B), já que este é um grupo abeliano. Alternativamente, pode der definida como a única composição  A → 0 → B, onde 0 é o objeto zero de uma categoria abeliana.
Em uma categoria abeliana, cada morfismo f pode ser escrito como a composição de um epimorfismo seguido por um monomorfismo. Este epimorfismo é chamado a coimagem de f, enquanto o monomorfismo é chamado a imagem de f.
Sub-objetos e objetos quocientes são bem ambientados em categoria abelianas. Por exemplo, o conjunto parcialmente ordenado de subobjetos de qualquer objeto dado A é um reticulado limitado.
Cada categoria abeliana A é um módulo sobre a categoria monoidal de grupos abelianos finitamente gerados; isto é, nós podemos formar um produto tensor de um grupo abeliano finitamente gerado G e qualquer objeto A de A.
A categoria abeliana é também um comódulo; Hom(G,A) que pode ser interpretado com um objeto de A. Se A é completo, então nós podemos remover a requisição de G ser finitamente gerado; mais genericamente, nós podemos formar uma operação finitária de limites enriquecidos em A.

## Conceitos relacionados
Categorias abelianas são a mais geral configuração paraálgebra homológica.
Todas as construções usadas neste campo são relevantes, tais como sequências exatas, e especialmente sequências exatas curtas, e functores derivados.
Teoremas importantes que aplicam-se em todas as categorias abelianas incluem o lema cinco (e o lema cinco curto como um caso especial), assim como o lema da cobra (e o lema nove como um caso especial).

## História
Categorias abelianas foram introduzidas por Alexander Grothendieck em seu famoso artigo Tôhoku na metade dos anos 1950 de maneira a unificar várias teorias de cohomologia. Na época, havia uma teoria da cohomologia para feixes, e uma teoria da cohomologia para grupos. As duas foram definidas completamente diferentemente, mas tinham propriedades formalmente quase idênticas. De fato, muito da teoria das categorias foi desenvolvida como uma linguagem para estudar estas similaridades. Grothendieck trabalhou para unificar as duas teorias: ambas surgem como functores derivados sobre categorias abelianas; numa direção a categoria abeliana de feixes de grupos abelianos sobre um espaço topológico, noutra direção a categoria abeliana de módulos G para um dado grupo G.